# Formica sinensis
Formica sinensis är en myrart som beskrevs av Wheeler 1913. Formica sinensis ingår i släktet Formica och familjen myror. Inga underarter finns listade i Catalogue of Life.